# Доусон (Канада)
До́усон (англ. Dawson City) — небольшой городок в канадской территории Юкон, известный по Клондайкской золотой лихорадке. Входит в состав объекта Всемирного наследия ЮНЕСКО Трондек-Клондайк.

## История
Поселение было основано у места слияния рек Клондайк и Юкон в 1896 году. Название населённый пункт получил в начале 1897 года в честь геолога Джорджа Мерсера Доусона. В 1898—1952 гг. Доусон был столицей территории Юкон. В 1897—1899 гг. во время золотой лихорадки на территории находилось около 40 тысяч человек, тогда Доусон был одним из крупнейших городов Канады, а в 1902 году население составляло всего около 5 тысяч жителей, с тех пор население постепенно снижалось, хотя с 1980-х годов снова стало расти.

## Климат
Климат в городе более резкий, чем континентальный климат в Уайтхорсе, с холодной и длинной зимой (средняя температура января −25,7 °С) и коротким нежарким летом (средняя температура июля 15,9 °C). По классификации климатов Кёппена — субарктический с тёплым летом (индекс Dfc). Абсолютный температурный минимум был зафиксирован 3 февраля 1947 года и составил −58,3 °C. Абсолютный максимум был зафиксирован 9 июля 1899 года, а также 18 июня 1950 года, он составил +35,0 °C. Рекордно холодный декабрь 1917 в Доусоне имел среднемесячную температуру −46,3° С при новой норме 1981—2010 годов −22,9 °С с аномалией −23,4 °C а рекордно тёплый декабрь 2002 года был −13,8 °С в тот недавний год он оказался всего незначительно чуть более чем на градус холоднее Москвы. Лишь около 100 дней в году температура не снижается ниже нулевой отметки. В Доусоне выпадает значительное количество осадков, даже во время засушливых месяцев. Снега в год выпадает в среднем 160 мм, дождя — около 200 мм. Средняя температура за год — −5,4 °C, выпадает около 313 мм осадков в год.
| Показатель                    | Янв.  | Фев.  | Март  | Апр. | Май  | Июнь | Июль | Авг. | Сен. | Окт. | Нояб. | Дек.  | Год   |
| ----------------------------- | ----- | ----- | ----- | ---- | ---- | ---- | ---- | ---- | ---- | ---- | ----- | ----- | ----- |
| Средний суточный максимум, °C | −26,2 | −18,7 | −7,2  | 4,7  | 14,1 | 20,6 | 22,1 | 19,2 | 11,5 | −0,9 | −14   | −21,7 | 0,3   |
| Средняя температура, °C       | −30,1 | −23,8 | −14,9 | −2,6 | 7,1  | 13,4 | 15,3 | 12,6 | 5,9  | −4,7 | −17,5 | −25,4 | −5,4  |
| Средний суточный минимум, °C  | −34   | −28,8 | −22,6 | −9,9 | 0,1  | 6,2  | 8,5  | 6,0  | 0,3  | −8,4 | −21   | −29,1 | −11,1 |
| Норма осадков, мм             | 16    | 12    | 9     | 10   | 26   | 41   | 52   | 42   | 32   | 28   | 25    | 20    | 313   |
| Источник:                     |       |       |       |      |      |      |      |      |      |      |       |       |       |

## Население
Население Доусона по данным переписи 2021 года составляет 1577 человек. Однако ежегодно город и его окрестности посещают около 60 тысяч туристов.
Источники:

## Галерея

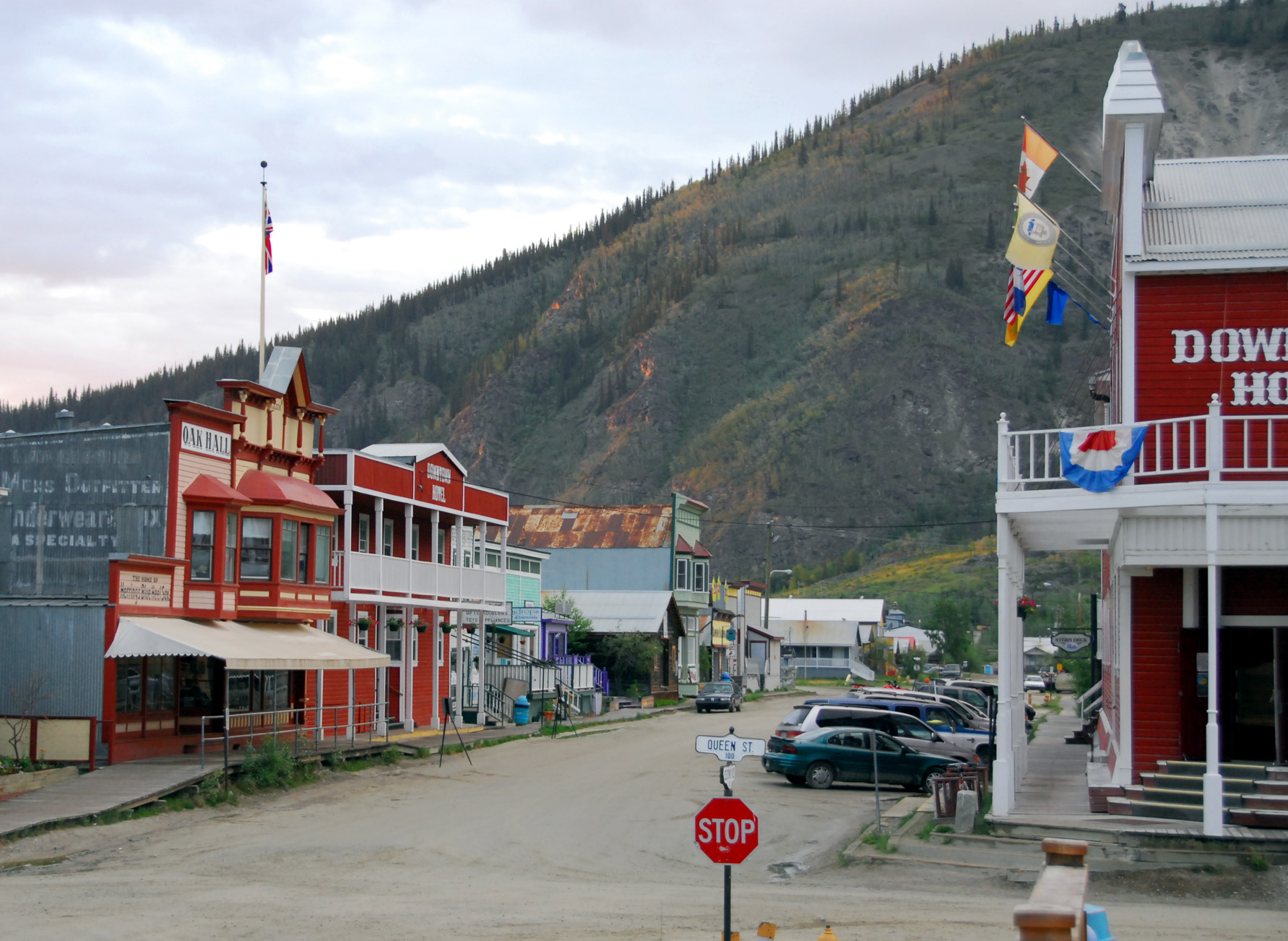
В центре Доусона
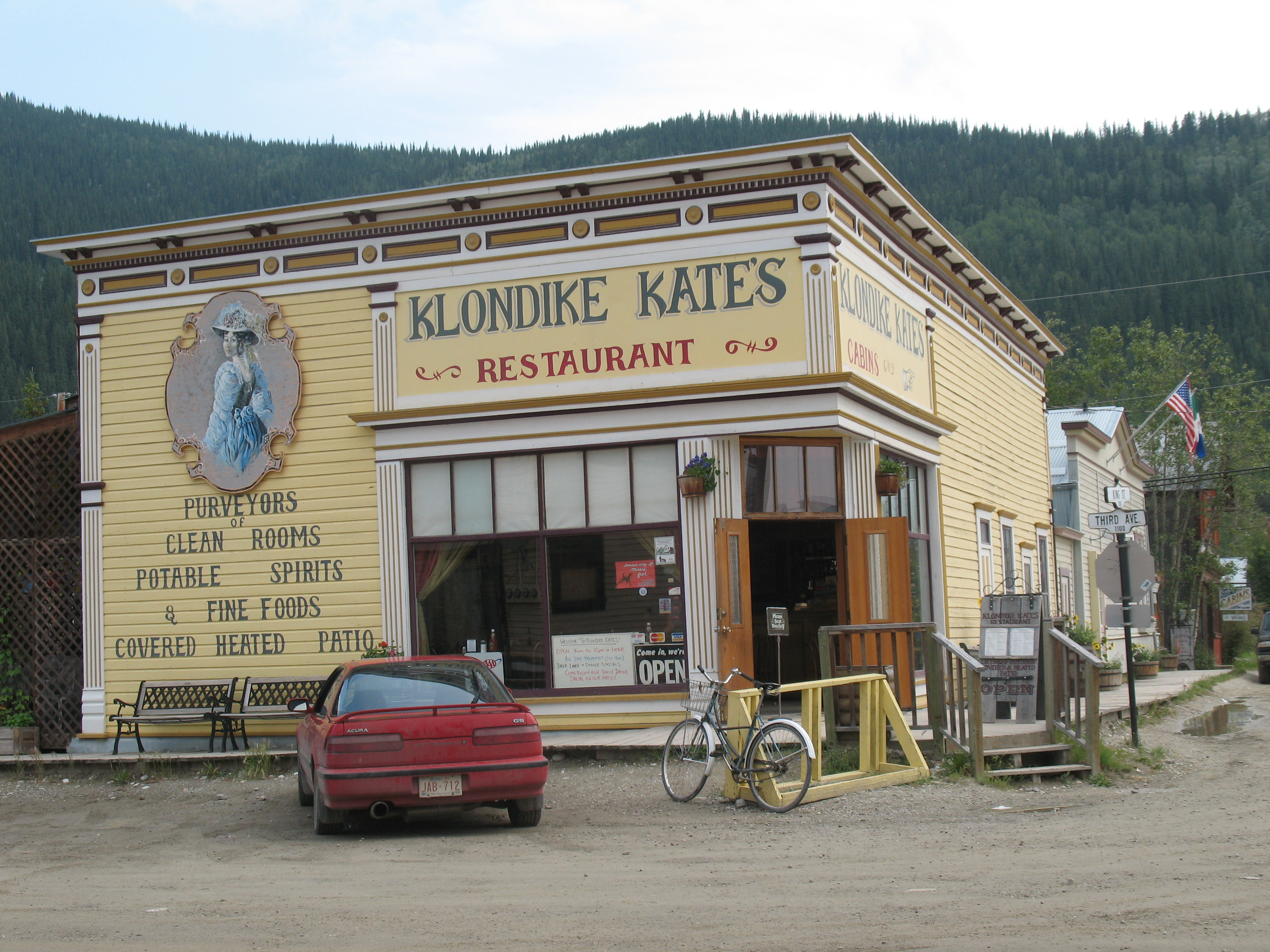
Klondike Kate's Restaurant
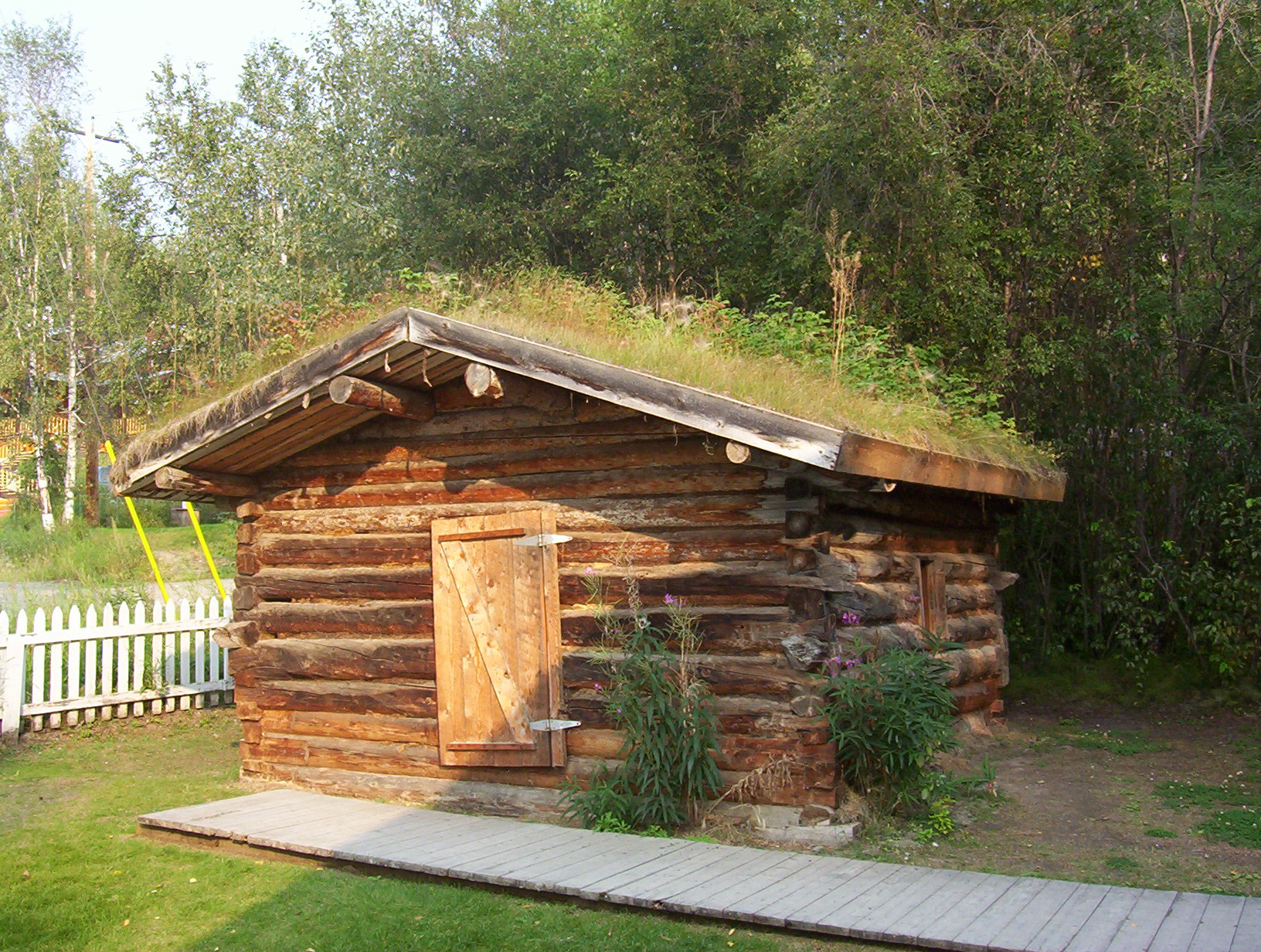
Изба Джека Лондона в Доусоне

## В искусстве
В романе Жюля Верна «Золотой вулкан» события происходят частично в Доусоне. В сочинениях Джека Лондона «Смок Беллью» события происходят частично в Доусоне. В рассказе Джека Лондона «Тысяча дюжин» Доусон является целью главного героя, а также там частично происходят события рассказа. В романе Джека Лондона «Белый Клык» события происходят частично на окраине Доусона. В романе Джека Лондона «Зов предков» Доусон является частым пунктом назначения для упряжки собак, куда входил главный герой — пёс Бэк; там упряжка останавливалась на некоторое время. В романе Луи Буссенара «Ледяной ад» события происходят частично в Доусоне. В фильме «Золото» 2013 года Доусон являлся целью небольшой экспедиции золотоискателей немецкого происхождения, путь которых пролегал через леса из США.
Сюжет альбома The Life and Times of Scrooge финского композитора Туомаса Холопайнена частично разворачивается неподалёку от Доусона в долине реки Клондайк.